# Alloniscus robustus
Alloniscus robustus är en kräftdjursart som beskrevs av Franco Ferrara 1974. Alloniscus robustus ingår i släktet Alloniscus och familjen Alloniscidae. Inga underarter finns listade i Catalogue of Life.